# Jesuína Saraiva
Jesuína Pereira de Oliveira Saraiva de Chaby Pinheiro, que também usou o nome Jesuína de Chaby (Lisboa, 11 de novembro de 1865 — Lisboa, 13 de outubro de 1947), foi uma atriz portuguesa, esposa do famoso ator Chaby Pinheiro.

## Biografia
Nasceu a 11 de novembro de 1865, em Lisboa, sendo filha ilegítima de José Francisco Pereira, natural de São Miguel do Outeiro e de Maria José de Oliveira, natural do Porto, freguesia de Santo Ildefonso. Foi deixada na roda dos expostos da Misericórdia de Lisboa, como filha de pais incógnitos, aos 3 meses de idade. Foi apenas reconhecida e resgatada por seus pais a 27 de junho de 1867, já contando 19 meses.

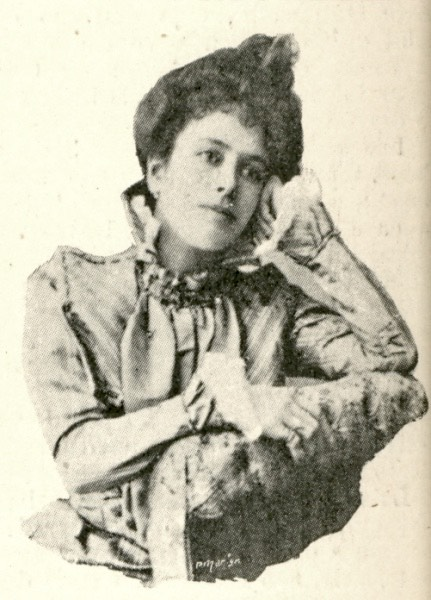
Jesuína Saraiva aos 34 anos (Revista Brasil-Portugal, 1 de janeiro de 1900).

Frequentou as aulas dramáticas do Conservatório Nacional de Lisboa. Tendo apenas 8 anos de idade, iniciou a sua carreira teatral, apresentando-se em público, pela primeira vez, com a companhia infantil do Teatro da Rua dos Condes, ensaiada por Pedro de Alcântara Chaves e, aparecendo com frequência, em palcos particulares, alcançando apreciáveis êxitos. Em 1884, estava no Teatro Gymnasio, onde fez uma festa artística em travesti com O Filho de Carolina, comédia em 3 atos de Schwalbach, e a estreia da comédia, em 3 atos, O Gancho, tradução de Eduardo Garrido, em 1885. Ali se demorou até 1886, data em que apareceu na comédia em 2 atos Um Marido para duas Mulheres, de Carlos Borges. Nos anos de 1886 e 1887, integrou os elencos do Grupo Dramático Tasso, Clube Dramático Primeiro de Junho à Graça, Clube Comercial Recreativo, Grupo Dramático Taborda, Sociedade Dramática da Calçada do Monturo do Colégio, Sociedade Polla e Academia Recreativa Familiar, que representavam em salas próprias, em teatros particulares, nalguns teatros nacionais e em digressões pela província.
Jesuína Saraiva começou precisamente a ser atriz profissional numa tournée às Províncias, dirigida por Júlio Vieira, fazendo depois uma época de verão no Teatro do Príncipe Real, mostrando evolução na cena e salientando-se na comédia em 5 atos Morgadinha do Vale Pereiro, uma paródia do drama de Pinheiro Chagas A Morgadinha do Valflor, que teve muito êxito. Passou em 1900 para o Teatro D. Amélia com a Companhia Rosas & Brazão, onde permaneceu até 1904, ano em que foi escriturada para o Teatro Gymnasio sob a direção do Actor Vale, estreando-se a 22 de outubro na peça Os amores do conselheiro, onde representou a personagem "Georgina". No Gymnasio fez um grande repertório durante 5 anos, obtendo grandes sucessos. Em 1909 regressa ao D. Amélia, permanecendo ali até 1916. A partir de 1918, atua em vários teatros da capital, nomeadamente Teatro Nacional D. Maria II, Teatro Politeama e Teatro Avenida. No Porto, atua no Teatro Sá da Bandeira e no Teatro Águia d'Ouro. Fez também digressões aos Açores e ao Brasil, atuando em São Paulo e Rio de Janeiro.

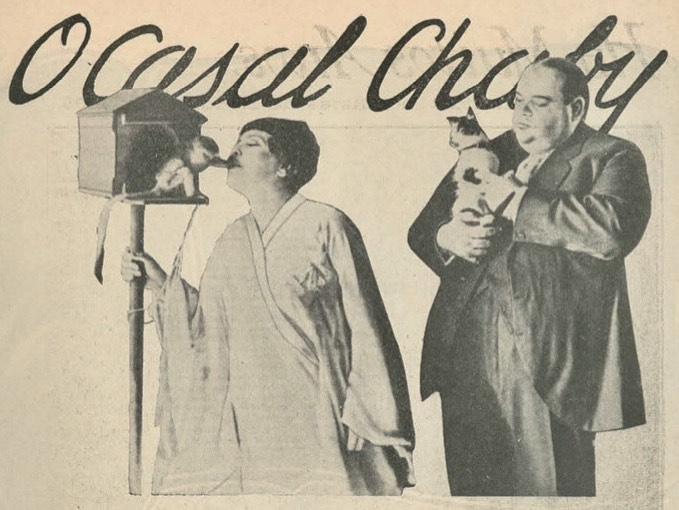
Jesuína Saraiva e Chaby Pinheiro ("O Casal Chaby", artigo da revista Illustração Portuguesa, 24 de fevereiro de 1923).

Além da Companhia Rosas & Brazão, trabalhou com a Companhia do Teatro Gymnasio, Companhia Dramática Portuguesa do Teatro D. Amélia de Lisboa, Companhia do Teatro República, Companhia Aura Abranches-Chaby Pinheiro, Companhia Cremilda-Chaby Pinheiro, Sociedade Artística do Teatro Nacional D. Maria II e Companhia Chaby Pinheiro, esta última constituída por si e pelo marido. Da sua enorme carreira teatral, destacam-se as suas prestações nas peças: O comissário de polícia, O testamento da velha, O ganha-perde, Os Crimes de Brandão, Zázá, A estrangeira, Fogueiras de S. João, Casa da Boneca, Magda, Madame Flirt, Abel e Caim, O Papá Lebonard, A cruz de esmola, A ironia da vida, Ressurreição, Madame Sans-Gêne, Os filhos de Zebedeu, Blanchette, A Madrinha de Charley, Francillon, Sôra Francisca, Na esquadra, A Feira do Diabo, Dr. Boneco, A Biblioteca, Roca de Hércules, A Gata Borralheira, Os Postiços, Alcácer-Quibir, Sua Ex.ª, Hotel Luso-Brasileiro, As noivas de Eneas, O Botequim do Felisberto, Coração de mulheres, Tradições de família, O olho vivo, A doença da mamã, Explosão de paixões, Providência dos maridos, Os noivos de Vénus, Nas garras do Leão, Os Lusíadas, Faze bem, O pinto calçudo, O juiz, Trica espinhas, Santa Inquisição, O conde barão, Médico à força, A Maluquinha de Arroios, Ser ou não ser, A vida de um rapaz gordo, O abade Constantino, Cama, mesa e roupa lavada, O amigo de Peniche, O Leão da Estrela, Prima Anica, etc. Um dos seus maiores êxitos foi a personagem de "Bruxa" na peça Santa Inquisição, de Júlio Dantas.

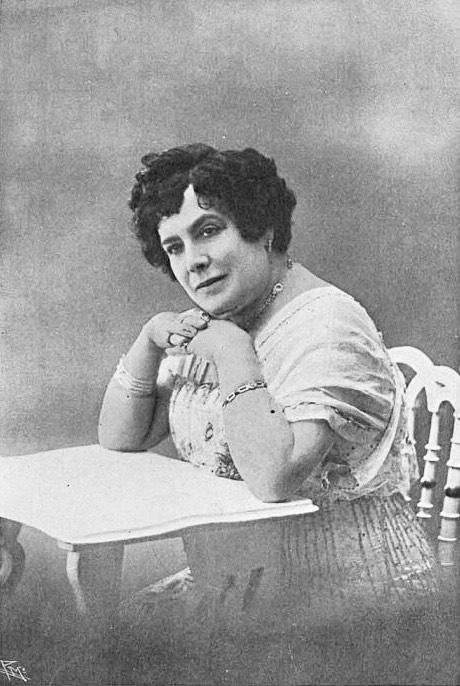
Jesuína Saraiva aos 51 anos (Álbum teatral, 3.º volume, 1916).

Participa ainda no cinema português, no filme mudo Lisboa, Crónica Anedótica (1930), de Leitão de Barros. Em 1933, após enviuvar, retira-se totalmente da vida pública, publicando em 1938 o livro de memórias de seu marido: "Memórias de Chaby", que este não teve oportunidade de publicar.
Faleceu a 13 de outubro de 1947, no primeiro andar do número 132 da Rua Carvalho Araújo, freguesia de Penha de França, em Lisboa, aos 81 anos de idade, vítima de embolia cerebral. Encontra-se sepultada em jazigo de família, no Cemitério do Alto de São João, em Lisboa.
O seu nome faz parte da toponímia de: Sintra (Impasse Jesuína de Chaby, freguesia de Algueirão-Mem Martins).

### Vida pessoal
Casou a 3 de maio de 1886, com apenas 20 anos, na Igreja de São Roque, em Lisboa, com o tipógrafo Manuel José Saraiva Júnior, natural da freguesia de Areosa, do concelho e distrito de Viana do Castelo, filho de Manuel José Saraiva e de sua esposa, Maria Fernandes Vicitas. Enviuvou a 27 de dezembro de 1905, tendo o marido falecido no Hospital de São José, em Lisboa.
Casou civilmente, em segundas núpcias, a 17 de março de 1918, com 52 anos, em Lisboa, com o ator António Augusto de Chaby Pinheiro, natural da freguesia de Madalena, de Lisboa, filho de Fortunato Emídio Duarte Pinheiro e de sua esposa, Margarida Luísa Pereira d’Eça Chaby. Enviuvou a 6 de dezembro de 1933, tendo o marido falecido na "Vivenda Jesuína de Chaby", junto ao apeadeiro do Algueirão, então na freguesia de São Pedro de Penaferrim (atualmente Algueirão-Mem Martins), do concelho de Sintra. Não deixou descendência de nenhum dos casamentos.

## Filmografia
- Lisboa, Crónica Anedótica (1930)